# Josettekia
Josettekia es un género de escarabajos de la familia Leiodidae.

## Especies
Se reconocen las siguientes:
- Josettekia angelinae
- Josettekia mendizabali